# Marco Perchtold
Marco Perchtold (* 21. September 1988 in Graz) ist ein ehemaliger österreichischer Fußballspieler.

## Karriere
Marco Pechtold begann seine Karriere bei LUV Graz und wechselte 2003 im Alter von 15 Jahren in die Jugendabteilung des Grazer AK. Bei den Athletikern kämpfte er sich bis in die erste Mannschaft und gab am 9. Dezember 2006 im Spiel gegen den SV Pasching sein Bundesliga-Debüt. Im Frühjahr erzielte er seinen ersten Treffer in der Bundesliga.
Nach dem Zwangsabstieg wegen der Insolvenz der Grazer verließen viele Spieler den Klub. Perchtold blieb noch eine Saison, bis er zur Saison 2008/09 zum FC Magna Wiener Neustadt in die Erste Liga wechselte. Dort kam er im Laufe der Herbstsaison aber zu keinem Einsatz und wurde im Frühjahr 2009 an den FC Gratkorn verliehen. Im Sommer 2009 verpflichteten ihn die Gratkorner fest. Nach zwei weiteren Saisonen in der Steiermark stieg der FC Gratkorn in die Drittklassigkeit ab; Perchtold entschied sich für einen weiteren Verbleib und unterzeichnete einen bis 2012 gültigen Vertrag.
Im Frühjahr 2012 wechselte er zum Ligakonkurrenten FC Pasching, der ab diesem Zeitpunkt von der Firma Red Bull gesponsert wurde. Der abstiegsbedrohte Klub verpflichte ihn als Stabilisator für die Abwehr; der FC Pasching schaffte in diesem Frühjahr den Klassenerhalt. In der folgenden Saison beendete er die Saison mit seiner Mannschaft auf dem zweiten Platz; in der Saison 2012/13 gewann er mit dem FC Pasching den österreichischen Cup. Perchtold wurde in dieser Saison zum Führungsspieler der Mannschaft. Durch den Cupsieg qualifizierte sich der Klub für die letzte Qualifikationsrunde der UEFA Europa League 2013/14. Dort spielte Pechtold zweimal von Beginn an über die volle Spieldauer in den Spielen gegen GD Estoril-Praia aus Portugal.
Im Jänner 2014 unterschrieb er einen Leihvertrag bis Saisonende beim SV Grödig. Zu Saisonende 2013/14 qualifizierte sich Perchtold mit der Mannschaft nach dem erreichten dritten Platz in der österreichischen Bundesliga erneut für die UEFA Europa League.
Zur Saison 2014/15 wechselte er zur Kapfenberger SV. Nach der Saison 2015/16 verließ er die Kapfenberger.
Im August 2016 wechselte er zum Bundesligisten SKN St. Pölten, bei dem er einen bis Juni 2017 gültigen Vertrag erhielt.
Im Juli 2017 kehrte er zum inzwischen viertklassigen Grazer AK zurück, bei dem er einen bis Juni 2020 gültigen Vertrag erhielt. Mit dem GAK stieg er zu Saisonende in die Regionalliga auf. 2019 stieg er mit den Grazern auch in die 2. Liga auf. Nach fünf Jahren Zweitklassigkeit schaffte er mit den Steirern 2024 als Zweitligameister die Rückkehr in die Bundesliga. Nach einer Spielzeit im Oberhaus beendete Perchtold nach der Saison 2024/25 seine Karriere.